# Buick Regal Grand National
Buick Regal Grand National – samochód sportowy typu muscle car klasy wyższej produkowany pod amerykańską marką Buick w latach 1982–1987.

## Historia i opis modelu

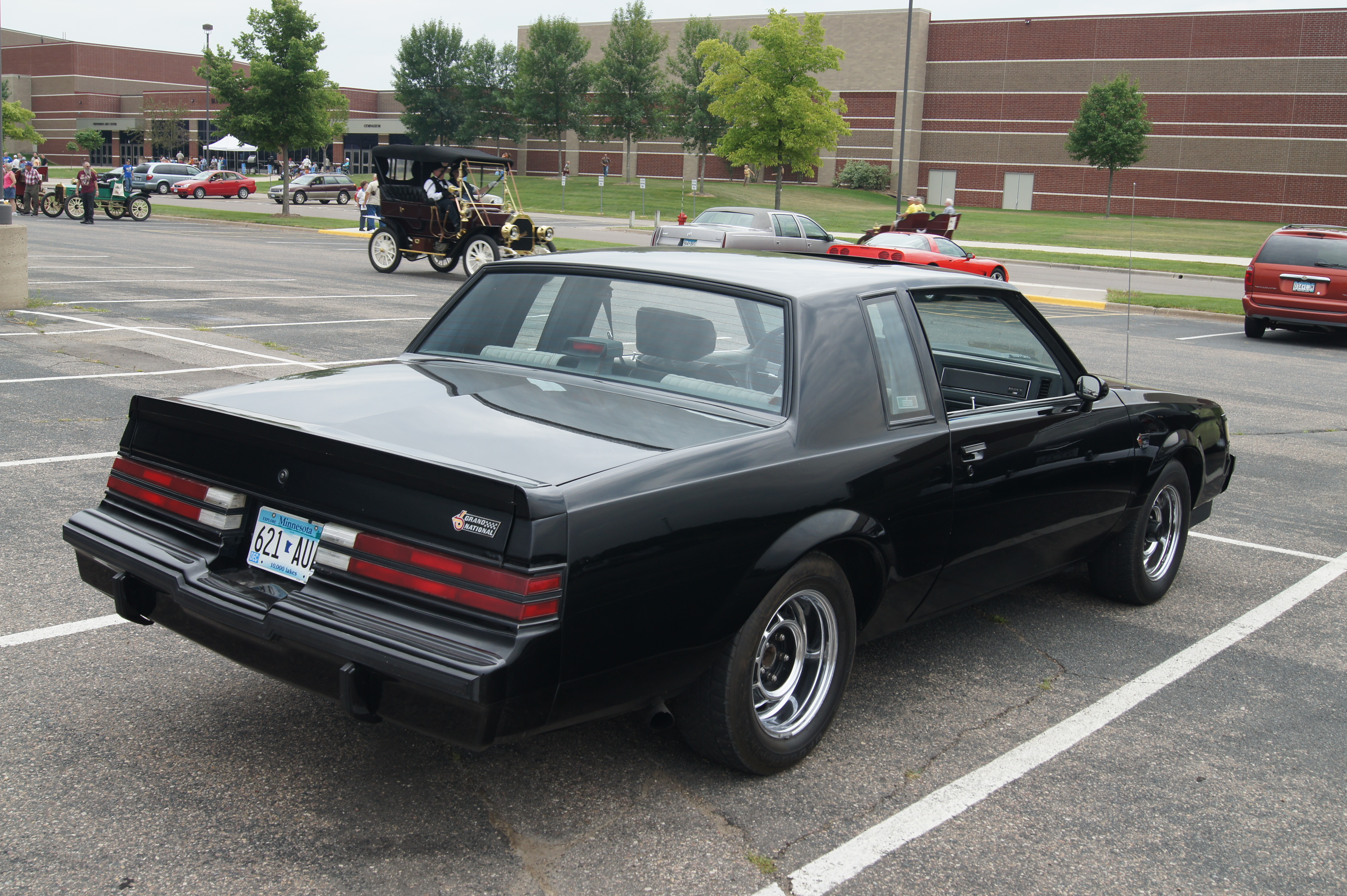
Buick Regal Grand National - tył

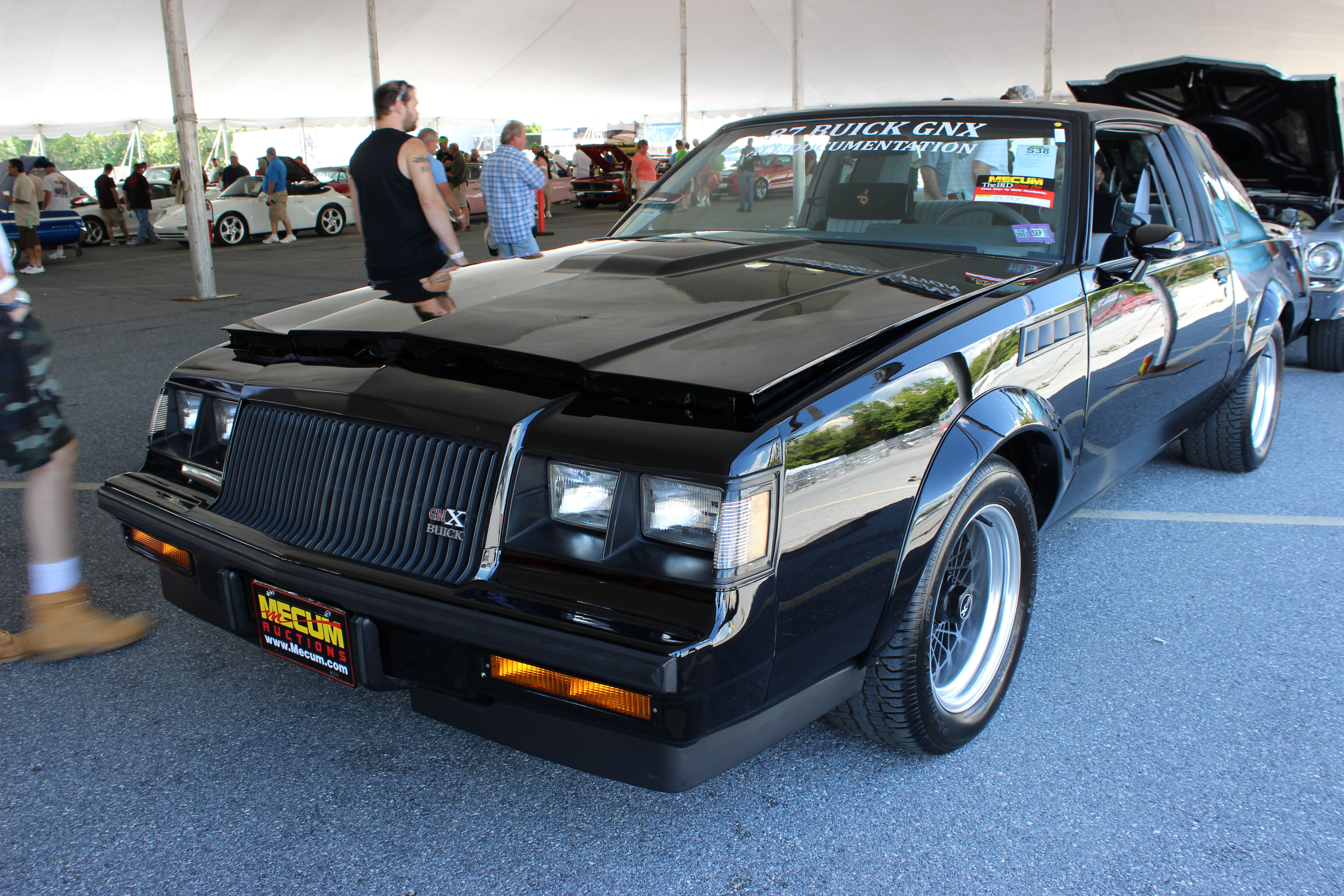
Buick GNX

Regal Grand National został zaprezentowany w 1982 roku, jako muscle car zbudowany na bazie wersji coupé modelu Regal. Pierwotnie wyposażony był w wolnossący silnik V6 o pojemności 4,1 litra i mocy maksymalnej 125 KM (93 kW) przy 4000 obr./min i 278 Nm momentu obrotowego przy 2000 obr./min. Był to jedyny rocznik bez całkowicie czarnego nadwozia. W roku 1983 zaprzestano sprzedaży Grand Nationala, jednak już rok później samochód został z powrotem włączony do gamy Buicka. Charakterystyczną cechą było całkowicie czarne nadwozie. Pojazd oferowany był z turbodoładowanym silnikiem o pojemności 3,8 l wyposażonym w sekwencyjny wtrysk paliwa. Tak zmodyfikowana jednostka generowała moc maksymalną 200 KM (150 kW) przy 4400 obr./min i 407 Nm momentu obrotowego przy 2400 obr./min.
Inżynierowie Buicka w 1986 roku zmodyfikowali konstrukcję silnika dodając intercooler (chłodnica powietrza doładowanego). Dzięki temu motor generował moc 245 KM (183 kW) i moment obrotowy 481 Nm. Dzięki temu samochód przyspieszał od 0 do 100 km/h w 5 s.

### Lifting
Rok 1987 był ostatnim rokiem produkcji Grand Nationala. Buick wyprodukował w limitowanej liczbie 547 egzemplarzy wersję Grand National GNX. Cena wynosiła 29 900 $. W samochodzie zamontowano silnik zmodyfikowany przez McLarena, osiągał on moc maksymalną 276 KM (206 kW) i 488 Nm momentu obrotowego. Wprowadzono ulepszone zawieszenie, turbosprężarkę z ceramicznym wirnikiem, znacznie wydajniejszą chłodnicę powietrza doładowanego, układ wydechowy z dwoma tłumikami czy też przeprogramowaną skrzynię biegów Turbo Hydramatic 200-4R z niestandardowym sprzęgłem hydrokinetycznym. Zewnętrzne zmiany stylistyczne objęły otwory znajdujące się przednich błotnikach, zastosowano także 16-calowe czarne felgi. 
Wewnętrzne zmiany w GNX obejmowały numer seryjny na tablicy rozdzielczej (od 1 do 547), poprawiony zestaw wskaźników analogowych Stewart-Warner, w tym miernik analogowy z turbodoładowaniem. GNX miał kratownicę, która biegła z połowy karoserii samochodu do tylnej osi, tak aby zwiększyć przyczepność tylnych kół podczas ostrego ruszania (tylna oś dociskana była wówczas do podłoża poprzez unoszącą się tylną część karoserii).

### Recenzje
Z powodu czarnego nadwozia i szczytowej popularności filmu Gwiezdne Wojny, recenzenci po testach samochodu napisali „Lordzie Vader, Twój samochód jest gotowy”.

### Dane techniczne
| Marka i model:                 | Buick GNX |
| ------------------------------ | --- |
| Lata produkcji:                | 1987 |
| Liczba egzemplarzy:            | 547 sztuki |
| Silnik:                        | Buick V6 (6-cylindrowy w układzie widlastym), turbodoładowanie (Garrett T3) OHV                                                  |
| Średnica tłoka (mm) :          | 96,5 mm × 86,4 mm |
| Liczba zaworów.:               | 12v (2 zawory na cylinder) |
| Pojemność skok.:               | 3791 cm³ |
| Układ zasilania:               | SMPFi Wtrysk |
| Moc kW (KM):                   | 208 - 220 kW (280 ~ 300 KM) przy 4400 1/min                                                                                      |
| Max. moment obrotowy:          | 488 Nm przy 3000 1/min |
| Stopień sprężania:             | 8,00:1 |
| Przełożenia / skrzynia biegów: | ZF 4-biegowa automatyczna, napęd tylny                                                                                           |
| Układ hamulcowy:               | Stalowe, ABS Z przodu wentylowane, zaciski 2-tłoczkowe, z tyłu bębnowe Średnica tarcz/bębnów – (Przód: Ø 280 mm / Tył: Ø 268 mm) |
| Karoseria / Nadwozie:          | Stalowe |
| Rozstaw osi:                   | 2746 mm |
| Opony:                         | Felgi - aluminiowe (przód: Goodyear - 245/50 VR 16 / tył: Goodyear - 255/50 VR 16)                                               |
| Miary D x S x W (mm):          | 5095 x 1918 x 1387 mm |
| Zbiornik paliwa:               | 68,6 l |
| Masa własna:                   | 1576 kg |
| Prędkość maksymalna (km/h):    | 230 km/h |
| Przyśpieszenie 0 – 100 km/h:   | 5,0 s |
| Droga hamowania ze 100km       | 46,8 metra |
| Zużycie paliwa na 100km        | (miasto) 19.4 l/100km / (trasa) 14.4 l/100km                                                                                     |